# Světlana Mironovová (orientační běžkyně)
Světlana Mironovová (rusky Светлана Миронова) (* 20. srpen 1986, Gorkij, nyní Nižnij Novgorod) je ruská reprezentantka v orientačním běhu. Jejím největším úspěchem je zlatá medaile ze štafet na Mistrovství Evropy v roce 2012 ve švédském Falunu. V současnosti závodí za ruský klub SDUSHOR a švédský klub Helas.

## Sportovní kariéra
| Přehled úspěchů na Mistrovství světa | Přehled úspěchů na Mistrovství světa | Přehled úspěchů na Mistrovství světa | Přehled úspěchů na Mistrovství světa | Přehled úspěchů na Mistrovství světa |
| Mistrovství světa                    | Sprint                               | Middle                               | Long                                 | Štafety                              |
| ------------------------------------ | ------------------------------------ | ------------------------------------ | ------------------------------------ | ------------------------------------ |
| Savojsko 2011                        | DSQ                                  | Q16. místo                           | X                                    | 11. místo                            |
| Lausanne 2012                        | 21. místo                            | X                                    | 13. místo                            | 4. místo                             |

| Přehled úspěchů na Mistrovství Evropy | Přehled úspěchů na Mistrovství Evropy | Přehled úspěchů na Mistrovství Evropy | Přehled úspěchů na Mistrovství Evropy | Přehled úspěchů na Mistrovství Evropy |
| Mistrovství Evropy                    | Sprint                                | Middle                                | Long                                  | Štafety                               |
| ------------------------------------- | ------------------------------------- | ------------------------------------- | ------------------------------------- | ------------------------------------- |
| Primorsko 2010                        | 34. místo                             | X                                     | 14. místo                             | X                                     |
| Falun 2012                            | 7. místo                              | X                                     | 14. místo                             | 1. místo                              |

| Přehled úspěchů na Mistrovství světa juniorů | Přehled úspěchů na Mistrovství světa juniorů | Přehled úspěchů na Mistrovství světa juniorů | Přehled úspěchů na Mistrovství světa juniorů | Přehled úspěchů na Mistrovství světa juniorů |
| Mistrovství světa juniorů                    | Sprint                                       | Middle                                       | Long                                         | Štafety                                      |
| -------------------------------------------- | -------------------------------------------- | -------------------------------------------- | -------------------------------------------- | -------------------------------------------- |
| Druskininkai 2006                            | 16. místo                                    | 19. místo                                    | 22. místo                                    | X                                            |